# Ctenomys maulinus
Ctenomys maulinus är en gnagare som beskrevs av Philippi 1872. Ctenomys maulinus ingår i släktet kamråttor, och familjen buskråttor. IUCN kategoriserar arten globalt som livskraftig. Inga underarter finns listade i Catalogue of Life. Wilson & Reeder (2005) skiljer mellan två underarter.
Denna gnagare blir med svans vanligen 27,5 cm lång och vissa populationer kan nå en längd av 30,5 cm. Ctenomys maulinus har ljusbrun till mörkare brun päls på ovansidan och lite ljusare päls på undersidan. Vid svansens spets förekommer en ljus till vitaktig tofs.
Arten förekommer i centrala Chile och i angränsande områden av Argentina. Den lever i Anderna mellan 900 och 2000 meter över havet. Flera bergstoppar i utbredningsområdet skapades genom vulkanism. Landskapet kännetecknas av bergsstäpper. Gnagaren hittas även i trädgrupper med arter av sydbokssläktet eller brödgranssläktet.
Individerna gräver underjordiska bon.